# یانگوس-نارات
یانگوس-نارات (انگلیسی: Yangus-Narat) یک شهرک در شهرستان یانائولسکی استان باشقیرستان کشور روسیه است.